# Giovanbattista Tedesco
Giovanbattista Tedesco (Montecalvo Irpino, 13 dicembre 1949 – Taranto, 2 ottobre 1989) è stato un carabiniere italiano, vittima della sacra corona unita.

## Biografia
La notte del 2 ottobre 1989, Giovanbattista Tedesco, capoturno della vigilanza dell'ex Italsider di Taranto, venne ucciso sotto casa sua nel quartiere Paolo VI dove viveva e lavorava. 
Secondo la relazione della Commissione Antimafia, presieduta da Gerardo Chiaromonte, Tedesco venne ucciso perché contrastava, con rigore e decisione, le imposizioni della Sacra Corona Unita che, tentavano di imporsi alle acciaierie di Taranto. Tedesco è stato riconosciuto vittima di mafia con decreto del Ministero dell'Interno il 1º aprile 2009.

## Memoria
Il 9 ottobre 1989, l'amministrazione comunale di Taranto in riconoscimento del sacrificio ha dedicato una piazza a Giovanbattista Tedesco nel quartiere Paolo VI. Anche a Montecalvo Irpino, suo paese natale, il 10 agosto 2010 l'amministrazione comunale gli ha dedicato una piazza, mentre l'Arma dei Carabinieri ha apposto una lapide commemorativa sulla casa paterna in corso Umberto.
Giovanbattista Tedesco è ricordato ogni anno il 21 marzo nella Giornata della Memoria e dell'Impegno di Libera, la rete di associazioni contro le mafie, che in questa data legge il lungo elenco dei nomi delle vittime di mafia e fenomeni mafiosi.